# Patagifer vioscai
Patagifer vioscai är en plattmaskart. Patagifer vioscai ingår i släktet Patagifer och familjen Echinostomatidae. Inga underarter finns listade i Catalogue of Life.